# Triamcinolona
La triamcinolona es  un corticosteroide sintético. 

## Usos
La triamcinolona es usada para tratar diferentes condiciones, como eccema, psoriasis, artritis, alergias severas, asma o inflamaciones del ojo, riñón y tiroides
 o fimosis persistente. Formulado con alcohol de romero, se usa como loción irritante para reactivar la aparición del vello en casos de alopecia areata.[cita requerida]

## Efectos secundarios
Efectos secundarios al uso de triamcinolona incluyen: dolor de garganta, tos, dolor de cabeza. Manchas blancas en la garganta o nariz indican efectos adversos serios.[cita requerida]